# Herbert Schedwill
Eduard Herbert Schedwill (* 19. Juli 1927 in Memel, Ostpreußen; † 12. März 2015 in Schorndorf) war ein deutscher Ingenieur, Hochschullehrer und Fachbuchautor.

## Leben
Herbert Schedwill wurde in Memel (Ostpreußen) geboren. Nach der Flucht im Jahr 1944 konnte er in Westdeutschland das Abitur ablegen. Er absolvierte eine Ausbildung zum Mechaniker bei der Süddeutschen Kühlerfabrik Julius Fr. Behr in Stuttgart-Feuerbach. Anschließend studierte er von 1951 bis 1957 Maschinenbau an der Technischen Hochschule Stuttgart mit dem Abschluss als Diplomingenieur.
Nach dem Studium folgte eine dreizehnjährige technisch-wissenschaftliche Ingenieurtätigkeit in Konstruktion, Entwicklung und Versuch auf dem Gebiet der Wärmeübertragung bei der Süddeutschen Kühlerfabrik Julius Fr. Behr. Neben seiner Berufstätigkeit erarbeitete er seine Dissertation über das Thema Thermische Auslegung von Kreuzstromwärmeaustauschern. Betriebscharakteristiken spezieller Kreuzstrom-Bauarten, mit der er 1968 den Grad eines Doktoringenieurs erwarb.
1970 wurde Herbert Schedwill als Professor an die Staatliche Ingenieurschule Esslingen – später Fachhochschule für Technik Esslingen – berufen. Hier betreute er bis zu seinem Ruhestand im Jahr 1989 in der Abteilung Heizungs- und Lüftungstechnik bzw. im Fachbereich Versorgungstechnik die Lehrgebiete Technische Wärmelehre, Grundlagen der Thermodynamik, Mathematik, Elektronische Datenverarbeitung und Prozessrechentechnik.
Als Hauptinitiator erarbeitete Herbert Schedwill gemeinsam mit zwei weiteren Professorenkollegen das Lehrbuch Grundlagen der Technischen Thermodynamik, das 2012 in der siebten Auflage erschien und zu den Standardwerken der Technischen Thermodynamik gehört. Nach dem Tod von Herbert Schedwill wurde das Lehrbuch vom Mitautor Martin Dehli fortgeführt und erschien 2023 in der 10. Auflage mit über 600 Seiten.
Herbert Schedwill war verheiratet und wohnte in Weinstadt-Endersbach.

## Patentanmeldungen (Auswahl)
- Patent  DE1245393B: Doppelrohr-Wärmeaustauscher. Angemeldet am 23. Juli 1960, veröffentlicht am 27. Juli 1967, Anmelder: Süddeutsche Kühlerfabrik Julius Fr. Behr, Erfinder: Herbert Schedwill.‌
- Patent  DE1901541A1: Füllkörper für Wärmeaustauschrohre. Angemeldet am 14. Januar 1969, veröffentlicht am 13. August 1970, Anmelder: Süddeutsche Kühlerfabrik Julius Fr. Behr, Erfinder: Herbert Schedwill.‌

## Werke (Auswahl)
- Thermische Auslegung von Kreuzstromwärmeaustauschern. Betriebscharakteristiken spezieller Kreuzstrom-Bauarten. VDI Verlag, Düsseldorf 1968.
- cfm-Diagramm. h,x-Diagramm für feuchte Luft im gesetzlichen und technischen Einheitensystem. C. F. Müller Verlag, Karlsruhe 1976, ISBN 978-3-7880-7068-7.
- Grundlagen der technischen Thermodynamik. B. G. Teubner Verlag, Stuttgart 1982, ISBN 978-3-519-16503-3.
- Handbuch der Klimatechnik. Band 1: Grundlagen. C. F. Müller Verlag, Karlsruhe 1989, ISBN 978-3-7880-7335-0.
- Kopiervorlagen Mollier-h,x-Diagramm. Feuchte Luft im gesetzlichen und technischen Einheitensystem. C. F. Müller Verlag, Heidelberg 1999, ISBN 978-3-7880-7655-9.
- Grundlagen der technischen Thermodynamik. Lehrbuch für Studierende der Ingenieurwissenschaften. Verlag Springer Vieweg, Wiesbaden 2012, ISBN 978-3-8348-1026-7.